# 굿풋
컴퓨터 네트워크에서 굿풋(goodput ← "좋은"을 뜻하는 good과 스루풋의 혼성어)은 통신의 응용 계층 스루풋으로, 예를 들면 시간 단위 당 특정 도착지로 네트워크가 전달하는 유용한 정보 비트의 수이다. 고려되는 데이터의 양에는 오버헤드 비트와 재전송되는 데이터 패킷은 제외된다. 이는 마지막 패킷의 마지막 비트가 전달될 때까지 송신(전달)되는 최초 패킷의 최초 비트로부터의 시간의 양과 관련된다.
예를 들어, 파일이 전송되면 사용자가 경험하는 굿풋은 파일 전송 시간에 의해 나뉘는 비트 단위의 파일 크기와 일치한다. 굿풋은 (채널 용량 또는 대역폭 등 네트워크 접속 속도보다 더 낮은) 스루풋보다 무조건 더 낮다.
스루풋보다 더 낮은 굿풋을 일으키는 요소의 예는 다음과 같다:
- 프로토콜 오버헤드(Protocol overhead)
- 전송 계층 흐름 제어 및 혼잡 제어
- 전송 계층 자동 반복 요청(ARQ)로 인한 손실되거나 손상된 패킷의 재전송